# Adelf z Mety
Svatý Adelf z Mety nebo také Adelfus, Adelphus, Adelfius byl métský biskup, přesvědčil mnoho pohanů, aby přešli na křesťanství.
Roku 826 král a císař Ludvík I. Pobožný přenesl jeho ostatky do opatství Neuwiller-lès-Saverne.
Jeho svátek se slaví 29. srpna.